# 埃屈里勒勒波
埃屈里勒勒波（法語：Écury-le-Repos，法語發音：[ekyʁi lə ʁəpo]）是法国马恩省的一个市镇，属于香槟沙隆区。\

## 地理
埃屈里勒勒波（48°48'26"N, 4°1'57"E）面积9.96 平方千米，位于法国大東部大區马恩省，该省份为法国东北部内陆省份，北起阿登省，西北接埃纳省，西南接塞纳-马恩省，南至奥布省，东南接上马恩省，东临默兹省。
与埃屈里勒勒波接壤的市镇（或旧市镇、城区）包括：克拉芒日、瓦勒德马赖、费尔尚普努瓦斯、皮埃尔莫兰。

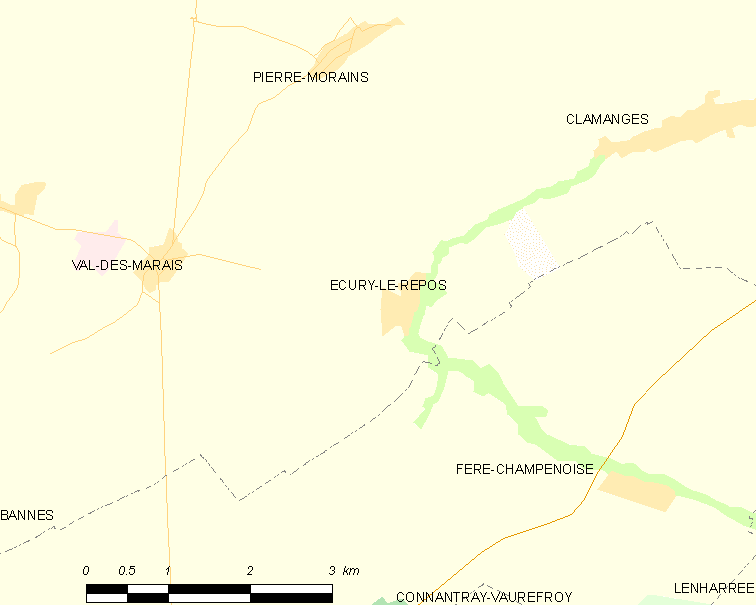
埃屈里勒勒波的OSM定位图

埃屈里勒勒波的时区为UTC+01:00、UTC+02:00（夏令时）。

## 行政
埃屈里勒勒波的邮政编码为51230，INSEE市镇编码为51226。

## 政治
埃屈里勒勒波所属的省级选区为韦尔蒂-香槟平原县。

## 人口

1962-2008年间埃屈里勒勒波人口变化图示

埃屈里勒勒波于2022年1月1日时的人口数量为62人。